# Prolepismina tuxeni
Prolepismina tuxeni är en insektsart som beskrevs av Mendes 1982. Prolepismina tuxeni ingår i släktet Prolepismina och familjen silverborstsvansar. Inga underarter finns listade i Catalogue of Life.